# 30 Seconds to Mars (album)
30 Seconds To Mars je album americké rockové kapely 30 Seconds to Mars. Vyšlo v roce 2002.

## Seznam skladeb
1. Capricorn (A Brand New Name) - 3:53
2. Edge of the Earth - 4:36
3. Fallen - 4:58
4. Oblivion - 3:27
5. Buddha for Mary - 5:43
6. Echelon - 5:47
7. Welcome to the Universe - 2:39
8. The Mission - 4:02
9. End of the Beginning - 4:37
10. 93 Million Miles - 5:18
11. Year Zero - 4:37
  - The Struggle - 2:57 (Hidden track) - 7:54

## Videoklipy
- Capricorn
- Edge of the Earth